# إسالون (كاليفورنيا)
إسالون (بالإنجليزية: Escalon)‏ هي إحدى مدن مقاطعة سان جواكوين، كاليفورنيا. تم إعطاءها لقب مدينة في 12 مارس، 1957.

## أعلام
- اريك هولمز
- جيمس لو